# Boca (2012)
Boca é um filme brasileiro de drama e ação dirigido por Flavio Frederico e roteirizado pelo mesmo e Mariana Pamplona. Gravado em 2010, foi lançado oficialmente em 28 de setembro de 2012 pela Nossa Distribuidora sendo uma adaptação do livro homônimo de Hiroito de Moraes Joanides. A estreia do filme ocorreu no Festival do Rio em 2 de outubro de 2010.

## Enredo
Hiroito (Daniel de Oliveira) é um filho de origem grega e um homem de família nobre, em busca de prazer ele vai a Boca do Lixo, em um centro antigo de São Paulo nos anos de 50 e 60. Após seu pai ser assassinado ele acaba sendo o principal suspeito da morte, se tornando um traficante de drogas e explorador de meretrizes.

## Elenco
- Daniel de Oliveira como Hiroito Joanides
- Hermila Guedes como Alaíde
- Milhem Cortaz como Osmar
- Paulo César Peréio como Dr. Honório
- Leandra Leal como Silvia
- Claudio Jaborandy como Carlito
- Guilherme Seta como Hiroito Joanides (criança)
- Maxwell Nascimento como Robertinho

## Divulgação

### Lançamento
O filme Boca do Lixo, gravado em 2010 foi exibido no mesmo ano no Festival do Rio. Lançado em 2012, o título do longa foi modificado para Boca, segundo os produtores do filme ele talvez haveria alguma rejeição pelo "lixo" e que anos atrás poderia se tratar de filmes eróticos. O filme foi distribuído para mais de 15 países.

## Prêmios e indicações
Festival do Rio de Janeiro de 2010
- Venceu nas categorias de melhor fotografia e melhor montagem.[5]

Cine PE – Festival do Audiovisual de 2012
- Venceu nas categorias de melhor diretor (Flávio Frederico), trilha sonora (BiD), direção de arte (Alberto Grimaldi) e atriz (Hermila Guedes).[6]